# Мотиловка
Мотиловка (Болонь) — река в Смоленской области России.
Протекает по территории Гагаринского района. Впадает в реку Гжать в 96 км от её устья по правому берегу. Длина реки составляет 17 км, площадь водосборного бассейна — 95,4 км².

## Данные водного реестра
По данным государственного водного реестра России относится к Верхневолжскому бассейновому округу, водохозяйственный участок реки — Вазуза от истока до Зубцовского гидроузла, без реки Яуза до Кармановского гидроузла, речной подбассейн реки — бассейны притоков (Верхней) Волги до Рыбинского водохранилища. Речной бассейн реки — (Верхняя) Волга до Куйбышевского водохранилища (без бассейна Оки).
Код объекта в государственном водном реестре — 08010100312110000001104.